# بالبوسيكليب
بالبوسيكليب (بالإنجليزية: Palbociclib)‏ هو دواء يُستعمل في علاج:
- أورام الثدي النادرة[9]
- سرطانة حرشفية الخلايا في الرأس والعنق[9]
- الأورام الثانوية[9]